# Sanna van Vliet

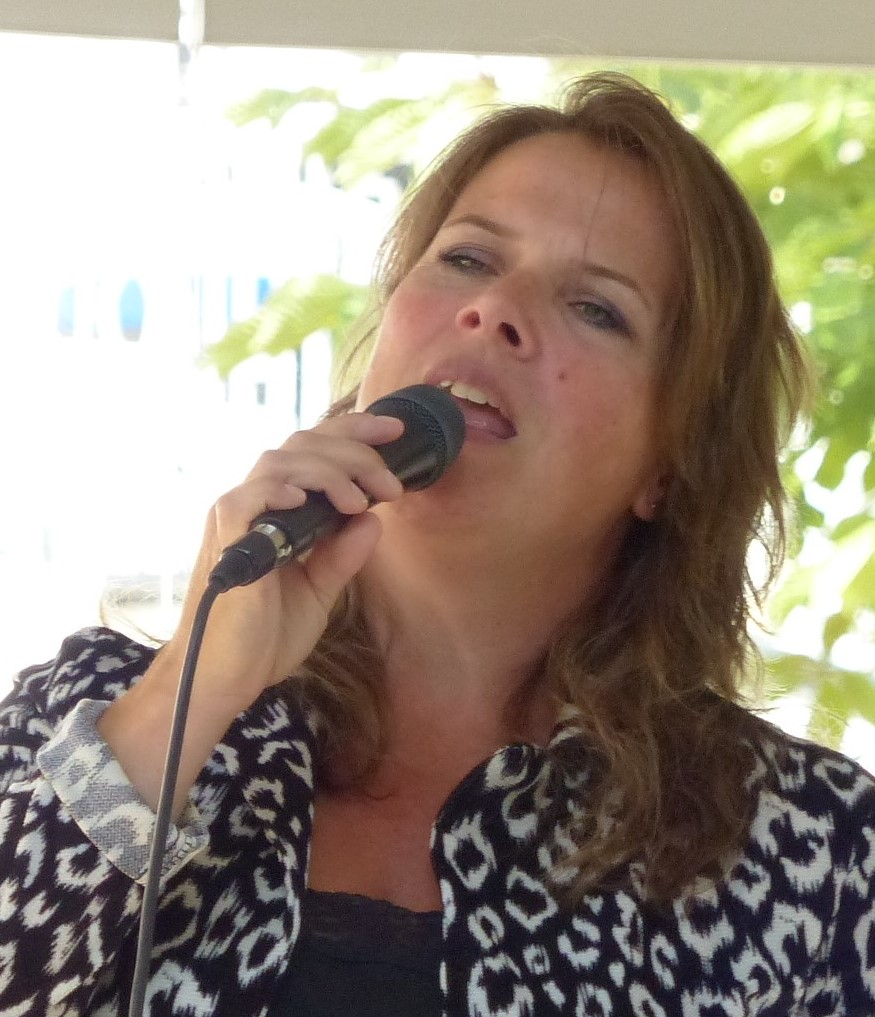
Sanna Van Vliet (2018)

Sanna van Vliet, (Hilversum, 3 november 1974) is een Nederlands jazzzangeres, pianist, componist, arrangeur en muziekpedagoog. 

## Biografie
Zij studeerde zang bij Rachel Gould en Judy Niemack en piano bij Frans Elsen aan het Koninklijk Conservatorium te Den Haag. Zij trad op in meerdere landen over de gehele wereld. Zij werkt onder meer met Ruud Jacobs, Frans Elsen, Cees Slinger, Ben van den Dungen, Jarmo Hoogendijk, The Beets Brothers, Joe Cohn, Wouter Hamel, John Engels, Ferdinand Povel, Eric Ineke en Doug Rainey.
Van Vliet maakte in haar carrière deel uit van verschillende ensembles, waarmee ze tevens muziekalbums maakte. Met het Sanna van Vliet Trio bracht zij in 2006 A Time for Love uit. Als onderdeel van de band Sannavan werd in 2016 het album Swing Shift uitbracht, in 2019 gevolgd door het album Music For President met het trio Something About Sanna.
Als docent is Sanna van Vliet verbonden aan het Amsterdams Conservatorium waar zij lesgeeft in vocale improvisatie, piano begeleiding en ensemble.

## Discografie
- 2004 In Sight, met Simon Rigter, Bob Wijnen, Gulli Gudmundsson, Eddy Lammerding, Jos Machtel, Gustav Klimmt Kwartet.
- 2006 A Time for Love, met Eric Ineke, Marius Beets en Ferdinand Povel.
- 2010 Dance On The Moon, met Eric Ineke, Marius Beets, Sjoerd Dijkhuizen en Joe Cohn.
- 2016 Swing Shift, met Marius Beets, Ed Verhoeff, Marcel Serierse, Rik Mol en Tineke Postma.
- 2019 Music for President, met Sven Schuster en Joost Kesselaar.